# وینس وویر
وینس وویر (انگلیسی: Vince Vouyer؛ زاده ۱ ژوئن ۱۹۶۶) یک بازیگر پورنوگرافی اهل ایالات متحده آمریکا است.